# Qualificazioni alla Coppa d'Asia 2010 (calcio femminile)
Questa voce raccoglie un approfondimento sui risultati degli incontri e sulle classifiche per l'accesso alla fase finale della Coppa d'Asia 2010 (calcio femminile).

## Primo turno
| Squadra      | P.ti | G | V | P | S | RF | RS | DR  |
| ------------ | ---- | - | - | - | - | -- | -- | --- |
| Giordania    | 10   | 4 | 3 | 1 | 0 | 23 | 3  | +20 |
| Uzbekistan   | 10   | 4 | 3 | 1 | 0 | 14 | 2  | +12 |
| Kirghizistan | 6    | 4 | 2 | 0 | 2 | 7  | 10 | -3  |
| Palestina    | 3    | 4 | 1 | 0 | 3 | 5  | 14 | -9  |
| Maldive      | 0    | 4 | 0 | 0 | 4 | 0  | 20 | -20 |

| Squadra      | Giordania (bandiera) | Uzbekistan (bandiera) | Kirghizistan (bandiera) | Palestina (bandiera) | Maldive (bandiera) |
| ------------ | -------------------- | --------------------- | ----------------------- | -------------------- | ------------------ |
| Giordania    | —                    | —                     | —                       | 5 – 0                | 9 – 0              |
| Uzbekistan   | 2 – 2                | —                     | —                       | 5 – 0                | —                  |
| Kirghizistan | 1 – 7                | 0 – 2                 | —                       | —                    | —                  |
| Palestina    | —                    | —                     | 1 – 4                   | —                    | 4 – 0              |
| Maldive      | —                    | 0 – 5                 | 0 – 2                   | —                    | —                  |

## Secondo turno

### Girone A
| Squadra       | P.ti | G | V | P | S | RF | RS | DR |
| ------------- | ---- | - | - | - | - | -- | -- | -- |
| Birmania      | 6    | 2 | 2 | 0 | 0 | 8  | 2  | +6 |
| Giordania     | 3    | 2 | 1 | 0 | 1 | 1  | 3  | -2 |
| Taipei cinese | 0    | 2 | 0 | 0 | 2 | 2  | 6  | -4 |

| Squadra       | Birmania (bandiera) | Giordania (bandiera) | Taipei cinese (bandiera) |
| ------------- | ------------------- | -------------------- | ------------------------ |
| Birmania      | —                   | 3 – 0                | —                        |
| Giordania     | —                   | —                    | 1 – 0                    |
| Taipei cinese | 2 – 5               | —                    | —                        |

### Girone B
| Squadra    | P.ti | G | V | P | S | RF | RS | DR  |
| ---------- | ---- | - | - | - | - | -- | -- | --- |
| Thailandia | 6    | 2 | 2 | 0 | 0 | 14 | 2  | +12 |
| Uzbekistan | 3    | 2 | 1 | 0 | 1 | 5  | 7  | -2  |
| Iran       | 0    | 2 | 0 | 0 | 2 | 2  | 12 | -10 |

| Squadra    | Thailandia (bandiera) | Uzbekistan (bandiera) | Iran (bandiera) |
| ---------- | --------------------- | --------------------- | --------------- |
| Thailandia | —                     | —                     | 8 – 1           |
| Uzbekistan | 1 – 6                 | —                     | —               |
| Iran       | —                     | 1 – 4                 | —               |

### Girone C
| Squadra      | P.ti | G | V | P | S | RF | RS | DR  |
| ------------ | ---- | - | - | - | - | -- | -- | --- |
| Vietnam      | 6    | 2 | 2 | 0 | 0 | 17 | 1  | +16 |
| Hong Kong    | 3    | 2 | 1 | 0 | 1 | 2  | 7  | -5  |
| Kirghizistan | 0    | 2 | 0 | 0 | 2 | 1  | 12 | -11 |

| Squadra      | Vietnam (bandiera) | Hong Kong (bandiera) | Kirghizistan (bandiera) |
| ------------ | ------------------ | -------------------- | ----------------------- |
| Vietnam      | —                  | 7 – 0                | —                       |
| Hong Kong    | —                  | —                    | 2 – 0                   |
| Kirghizistan | 1 – 10             | —                    | —                       |